# Guido de Lavezaris
Guido de Lavezaris (15?? - 15??) foi o segundo Governador Geral Espanhol das Filipinas. Ele sucedeu a Miguel López de Legazpi em 1572 como governador, sendo sucedido por Francisco de Sande em 25 de agosto de 1575.
Lavezaris foi membro da Expedição de Ruy López de Villalobos em 1543, sendo uma dos sete prisioneiros que escaparam da prisão portuguesa da ilha Ambon, no arquipélago das Molucas.